# The 1975 (álbum)
The 1975 é o primeiro álbum de estúdio da banda de Indie rock inglesa The 1975. Foi lançado em 2 de setembro de 2013 pelas gravadoras Dirty Hit e Polydor. E foi gravado com o produtor musical Mike Crossey. O álbum recebeu críticas positivas da mídia especializada e liderou a parada do ´Reino Unido, a UK Álbum Chart em 8 de setembro. Em março de 2016, havia vendido 410.981 cópias no Reino Unido, e 390.000 cópias nos Estados Unidos.

## Antecedentes
Durante os anos de 2012 e 2013, o 1975 lançou quatro EPs e algumas das canções destes trabalhos, foram incluídas na lista final de faixas do álbum.
Eles fizeram uma turnê por Londres com Bastille e Muse na segunda metade da The 2nd Law World Tour nos Estados Unidos com o Neighborhood em junho, e Londres novamente com os Rolling Stones no Hyde Parque em 13 de julho. Mais tarde, eles tocaram no Festival Republic Stage no Reading and Leeds Festival 2013 em agosto.

## Estilo musical
O álbum e a banda são normalmente rotulados como rock, mas a grande variedade de gêneros no álbum o levou a ser descrito como electropop, emo, indie pop, pop, pop punk e pop rock.
O vocalista e guitarrista Matty Healy descreveu o estilo como "bastante experimental, e que vai do R&B contemporâneo ao auge do powerpop dos anos 80, e ao soul de meados dos anos 90, mas é feito do nosso jeito, obviamente."

## Divulgação

### Singles
O primeiro single do álbum foi uma versão regravada da música " Sex ", lançada em 26 de agosto de 2013. A canção estreou no programa BBC Radio 1 de Zane Lowe em 8 de julho de 2013. Um videoclipe para a música foi lançado no YouTube em 26 de julho de 2013.

## Desempenho
The 1975 recebeu críticas geralmente favoráveis de críticos de música contemporânea. No Metacritic, que atribui uma classificação normalizada de 0 a 100 às avaliações realizadas por diversos críticos convencionais, deram ao álbum uma pontuação média de 67, com base em 17 resenhas.

Capa de vinil do álbum The 1975

O álbum estreou na liderança da parada de álbuns do Reino Unido em 8 de setembro, vendendo 31.538 cópias na primeira semana. Em 26 de setembro de 2014, foi certificado como disco de platina pela British Phonographic Industry (BPI) por ter vendido mais de 300.000 cópias. Em dezembro de 2018, havia vendido 584.808 cópias no Reino Unido.
Nos Estados Unidos, The 1975 estreou na 28ª posição da Billboard 200, com cerca de 15.000 cópias vendidas em sua semana de estreia. Ele também estreou em 8º lugar na Billboard Rock Albums, e em 7º lugar na Billboard Alternative Albuns. Em março de 2016, o álbum havia vendido 349.000 cópias nos Estados Unidos.

## Lista de músicas
| N.º | Título                                | Duração |  |
| 1.  | "The 1975"                            |         |  |
| 2.  | "The Cit"                             |         |  |
| 3.  | "M.O.N.E.Y."                          |         |  |
| 4.  | "Chocolate"                           |         |  |
| 5.  | "Sex"                                 |         |  |
| 6.  | "Talk!"                               |         |  |
| 7.  | "An Encounter"                        |         |  |
| 8.  | "Heart Out"                           |         |  |
| 9.  | "Settle Down"                         |         |  |
| 10. | "Robbers"                             |         |  |
| 11. | "Girls"                               |         |  |
| 12. | "12"                                  |         |  |
| 13. | "She Way Out"                         |         |  |
| 14. | "Menswear"                            |         |  |
| 15. | "Pressure"                            |         |  |
| 16. | "Is There Somebody Who Can Watch You" |         |  |

## Paradas
| Chart (2013)                          | Melhor Posição |
| ------------------------------------- | -------------- |
| Australian Albums Chart               | 29             |
| Belgian Albums Chart (Flanders)       | 191            |
| German Albums Chart                   | 57             |
| Irish Albums Chart                    | 4              |
| Scottish Albums Chart                 | 1              |
| Swiss Albums Chart                    | 100            |
| UK Albums Chart<ref>                  | 1              |
| Billboard 200                         | 28             |
| US Top Alternative Albums (Billboard) | 7              |

| País           | Providor                            | Certificações |
| -------------- | ----------------------------------- | ------------- |
| Reino Unido    | British Phonographic Industry (BPI) | Platina       |
| Austrália      | ARIA                                | Ouro          |
| Estados Unidos | RIAA                                | Platina       |